# Hapoel Petach Tikwa
Hapoel Petach Tikwa (hebr. הפועל פתח תקווה) – izraelski klub piłkarski, grający obecnie w Ligat ha’Al, mający siedzibę w mieście Petach Tikwa, drugim pod względem znaczenia ośrodku przemysłowym w kraju.

## Historia
Klub został założony w 1934 r. W 1945 r. klub dotarł do finału Pucharu Izraela, lecz przegrał z Hapoelem Tel Awiw. W 1949 r. klub znalazł się wśród założycieli izraelskiej ligi piłkarskiej. W 1976 r. Hapoel spadł z ligi, by awansować ponownie w 1978 r. Klub ponownie spadł w 1982 r., aby powrócić w 1985 r.

## Stadion
Pierwsze boisko Hapoelu mieściło się w miejscu obecnej szkoły muzycznej przy ul. Schapiry. W 1940 roku zespół przeniósł się na nowy obiekt przy ul. Abrabanela. W 1967 roku oddano do użytku Stadion Miejski, który odtąd był domową areną Hapoelu (od 1972 roku zespół dzielił go z lokalnym rywalem, drużyną Maccabi). W 2010 roku Stadion Miejski został zamknięty, a obydwa kluby przeniosły się tymczasowo na stadion Ramat Gan. W grudniu 2011 roku oddano do użytku nowy stadion ha-Moszawa, na którym odtąd swoje spotkania rozgrywają zespoły Hapoelu oraz Maccabi.

## Sukcesy
- Mistrzostwo Izraela: 1954-55, 1958-59, 1959-60, 1960-61, 1961-62, 1962-63
- Puchar Izraela: 1957, 1992
- Toto Cup: 1986, 1990, 1991, 2005

## Europejskie puchary
Legenda do wszystkich tabel:
- Q – runda eliminacyjna, 1/16, 1/8, 1/4, 1/2 – odpowiednia faza rozgrywek, Grupa – runda grupowa, 1r gr – pierwsza runda grupowa, 2r gr – druga runda grupowa, F – finał, R – runda, PO – play-off
- k. – rzuty karne, los. – losowanie, Dogr. – dogrywka, w. – zasada bramek strzelonych na wyjeździe

| Sezon   | Rozgrywki                 | Runda    | Przeciwnik         | Dom | Wyjazd | Ogólnie    |
| ------- | ------------------------- | -------- | ------------------ | --- | ------ | ---------- |
| 1992/93 | Puchar Zdobywców Pucharów | Q        | Strømsgodset IF    | 2–0 | 2–0    | 4–0        |
| 1992/93 | Puchar Zdobywców Pucharów | 1R       | Feyenoord          | 2–1 | 0–1    | 2–2, w.    |
| 1995    | Puchar Intertoto          | Grupa 11 | Gençlerbirliği SK  |     | 0–4    | 5. miejsce |
| 1995    | Puchar Intertoto          | Grupa 11 | Floriana FC        | 1–1 |        | 5. miejsce |
| 1995    | Puchar Intertoto          | Grupa 11 | FC Tirol Innsbruck |     | 0–2    | 5. miejsce |
| 1995    | Puchar Intertoto          | Grupa 11 | RC Strasbourg      | 0–0 |        | 5. miejsce |
| 1997/98 | Puchar UEFA               | 1Q       | Flora Tallinn      | 1–0 | 2–1    | 3–1        |
| 1997/98 | Puchar UEFA               | 2Q       | Vejle BK           | 1–0 | 0–0    | 1–0        |
| 1997/98 | Puchar UEFA               | 1R       | Rapid Wiedeń       | 1–1 | 0–1    | 1–2        |
| 2000    | Puchar Intertoto          | 1R       | LASK Linz          | 1–1 | 0–3    | 1–4        |